# 旭町 (船橋市)
旭町（あさひちょう）は、千葉県船橋市の町名。現行行政地名は旭町一丁目から旭町六丁目。郵便番号は273-0041。

## 地理
町域の北方に馬込町、上山町、南方に前貝塚町、東方に夏見台、西方に前貝塚町、上山町が接している。

### 地価
住宅地の地価は、2014年（平成26年）1月1日の公示地価によれば、旭町2-14-15の地点で10万1000円/m2となっている。

## 交通

### 鉄道
町域の中央を東武野田線が通るが、町域内には駅は所在せず、最寄駅は藤原にある馬込沢駅、前貝塚町にある塚田駅がある。

### 道路
東武野田線とほぼ直交する形で、町域を船橋市道上山・旭線が通っている。

## 歴史

### 地名の由来
「後貝塚」の「後」の表記が町名としてふさわしくないと考えられ、「後貝塚村」の鎮守神である熱田神社の祭礼が十月九日であったので、「九日」を一字にし「旭町」となった。

### 沿革
- 江戸時代には「後貝塚村」と呼ばれていた。
- 1889年（明治22年）4月 - 町村制が施行され、「行田新田村・前貝塚村」と合併し、「塚田村」となり、同村の「大字後貝塚」となる。
- 1937年（昭和12年）4月 - 塚田村が「船橋町・葛飾町・八栄村・法典村」と合併し、「船橋市」が誕生した。この時点では同市の大字後貝塚。
- 1940年（昭和15年）1月1日 - 同日に船橋市が実施した町名設定により、大字後貝塚が「旭町」と改められる[5]。
  - なお、旧塚田村の残りの大字では、行田新田村が「行田町」、前貝塚村が「前貝塚町」と地名が引き継がれた。
- 1991年（平成3年）2月1日 - 旭町のほとんどの地域と周辺の上山町三丁目・馬込町・前貝塚町の各一部に対して住居表示を実施し、「旭町一〜六丁目」に町名変更。[6]。

## 世帯数と人口
2017年（平成29年）11月1日現在の世帯数と人口は以下の通りである。
| 丁目       | 世帯数    | 人口    |
| ---------- | --------- | ------- |
| 旭町一丁目 | 671世帯   | 1,640人 |
| 旭町二丁目 | 755世帯   | 1,924人 |
| 旭町三丁目 | 499世帯   | 1,176人 |
| 旭町四丁目 | 249世帯   | 570人   |
| 旭町五丁目 | 291世帯   | 958人   |
| 旭町六丁目 | 530世帯   | 1,131人 |
| 計         | 2,995世帯 | 7,399人 |

## 小・中学校の学区
市立小・中学校に通う場合、学区は以下の通りとなる
| 丁目       | 番地                 | 小学校                                                                   | 中学校                                            |
| ---------- | -------------------- | ------------------------------------------------------------------------ | ------------------------------------------------- |
| 旭町一丁目 | 全域                 | 船橋市立塚田小学校                                                       | 船橋市立旭中学校                                  |
| 旭町二丁目 | 全域                 | 船橋市立塚田小学校 船橋市立法典小学校 船橋市立法典東小学校 ※どちらか選択 | 船橋市立旭中学校                                  |
| 旭町三丁目 | 1～21番 22番20号以降 | 船橋市立塚田小学校 船橋市立法典小学校 船橋市立法典東小学校 ※どちらか選択 | 船橋市立旭中学校                                  |
| 旭町三丁目 | 22番1号～19号        | 船橋市立法典東小学校                                                     | 船橋市立旭中学校                                  |
| 旭町四丁目 | 1番、6番             | 船橋市立塚田小学校 船橋市立夏見台小学校 ※どちらか選択                    | 船橋市立旭中学校 船橋市立船橋中学校 ※どちらか選択 |
| 旭町四丁目 | 2～5番、9番          | 船橋市立塚田小学校 船橋市立夏見台小学校 ※どちらか選択                    | 船橋市立旭中学校                                  |
| 旭町四丁目 | 7～8番 17～22番      | 船橋市立法典東小学校                                                     | 船橋市立旭中学校                                  |
| 旭町五丁目 | 全域                 | 船橋市立塚田小学校 船橋市立夏見台小学校 ※どちらか選択                    | 船橋市立旭中学校                                  |
| 旭町六丁目 | 全域                 | 船橋市立塚田小学校 船橋市立夏見台小学校 ※どちらか選択                    | 船橋市立旭中学校                                  |

## 施設

### 教育
- 千葉県立船橋啓明高等学校（旭町333） - 2011年度より千葉県立船橋旭高等学校と千葉県立船橋西高等学校とが統合されて開校。
- 船橋市立旭中学校（旭町2-23-1）

### 福祉
- 特別養護老人ホーム船橋あさひ苑(旭町4-9-1) - 船橋あさひ苑ショートステイ・船橋あさひ苑デイサービスセンター(同上)・船橋あさひ苑介護支援センター・ケアハウスみどりの丘が併設されている。

### 寺社
- 本行寺(旭町2-7−55)
- 熱田神社(旭町2-11)

### その他
- 東京電力塚田変電所